# Cocal dos Alves
Cocal dos Alves là một đô thị thuộc bang Piauí, Brasil. Đô thị này có diện tích 358,104 km², dân số năm 2007 là 5345 người, mật độ 14,93 người/km².